# جورج الحسن (لاعب كرة قدم)
جورج الحسن (بالإنجليزية: George Alhassan)‏ (9 سبتمبر 1941 بغانا - 26 يوليو 2013) هو لاعب كرة قدم غاني في مركز الهجوم، شارك في الألعاب الأولمبية الصيفية 1968. وشارك مع منتخب غانا لكرة القدم. أما مع النوادي، فقد لعب مع نادي هارتس أوف أوك.

## وصلات خارجية
- جورج الحسن على موقع الاتحاد الدولي (مؤرشف)  (الإنجليزية)
- جورج الحسن على موقع قاعدة بيانات كرة القدم.إي يو (الإنجليزية)
- جورج الحسن على موقع أوليمبيديا (الإنجليزية)